# Chapeau algérois
Les chapeaux algérois, ou chapeaux de la mariée, sont une pâtisserie algérienne à base de poudre de noisette, d'amandes et de cannelle. Ils sont faits de pâte sablée, aromatisée à l'eau de fleur d'oranger et à la vanille.

## Origine et étymologie
Ces gâteaux proviennent de la capitale algérienne : Alger, d'où ils tiennent leur nom.